# Urko Aiartza
Urko Aiartza Azurtza (San Sebastián, 31 de marzo de 1970) es un abogado y político español de ideología independentista vasca.

## Biografía
Abogado donostiarra, ejerce como tal en su ciudad natal. Como político se le considera afín a la izquierda abertzale. Formó parte de la candidatura de la coalición Euskal Herritarrok al ayuntamiento de San Sebastián en las elecciones municipales de 1999. En 2003 formó parte de la comisión de garantías en las elecciones municipales y forales para llevar a cabo el recuento del voto nulo.
Su dominio del inglés hizo que actuara por esa época con frecuencia como enlace entre la formación abertzale Batasuna y el Sinn Fein irlandés. Fruto de esos contactos inició, junto con Joseba Álvarez y Pernando Barrena, una serie de viajes a Sudáfrica en 2004 y 2006 para establecer contactos con miembros del Congreso Nacional Africano y mediadores sudafricanos expertos en negociaciones y conflictos internacionales.
También ha ejercido como abogado defensor de Batasuna en las causas de ilegalización que se han llevado a cabo contra este partido político.
Además de sus viajes a Sudáfrica para buscar el apoyo del Congreso Nacional Africano al proceso de paz con ETA del Gobierno socialista de Rodríguez Zapatero, también ha realizado intervenciones en las Naciones Unidas presentando denuncias al Relator Especial sobre la Tortura en Ginebra, intervenciones en el Comité de Derechos Culturales de la ONU para denunciar la criminalización del euskera o la presentación de la propuesta Orain Herria. Orain Bakea en Berlín en 2006.
Está considerado como una de las personas que ha buscado contactos con mediadores internacionales como Brian Currin para lograr el cese definitivo de la actividad armada de ETA. Esa labor habría culminado en la Conferencia Internacional de Paz de San Sebastián que se celebró el 17 de octubre de 2011, que precedió en tres días al anuncio del cese definitivo de la actividad armada de ETA.
Aiartza se presentó como independiente dentro de la candidatura de la coalición abertzale Amaiur al Senado por Guipúzcoa en las elecciones generales de 2011, siendo elegido para el cargo de senador.
Fue candidato a la dirección de Sortu en su congreso fundacional de febrero de 2013. El 14 de noviembre de 2013 acudió como representante de Sortu al acto de homenaje del Congreso Nacional Africano a su líder fallecido Nelson Mandela en la base militar de Waterkloof. En un momento de la ceremonia formó parte de la "guardia de honor" ante el féretro del expresidente en compañía del líder del Sinn Féin Gerry Adams y representantes del FRELIMO, MPLA, SWAPO, Frente Polisario y OLP. Después del homenaje en Waterkloof, Aiartza también fue invitado y acudió al funeral de estado celebrado en Qunu, localidad natal de Mandela.